# Gregor Sonnenberg
Gregor Sonnenberg (* 1985 in Hagen) ist ein deutscher Bassist und Komponist.

## Leben und Werk
Sonnenberg wuchs in Herdecke auf und begann nach der Schulzeit ein E-Bass-Studium in Arnheim, welches er 2010 abschloss. Im Alter von 19 Jahren war er bei dem Musical Starlight Express tätig. Auch spielt er mit seiner Jazz-Band „Die Pferde“. Von 2012 bis 2016 ging er gemeinsam mit Henrik Freischlader und Hardy Fischötter mit der kanadischen Sängerin Layla Zoe international auf Tour.
Er war als Komponist für einige Filmmusiken tätig und schrieb unter anderem für die Filme Der Bedingte Reflex sowie Portrait eines anständigen Mannes. Gemeinsam mit Laura Loeters, die er in Arnheim kennenlernte, bildet er das Duo The Day, welches auch international tourte. Anfang 2019 veröffentlichten sie das Album „Midnight Parade“.
2019 war er mit der Band Heavytones in der ZDF-Sendung Mein Lied für Dich zu sehen.